# Johann Nepomuk von Nussbaum

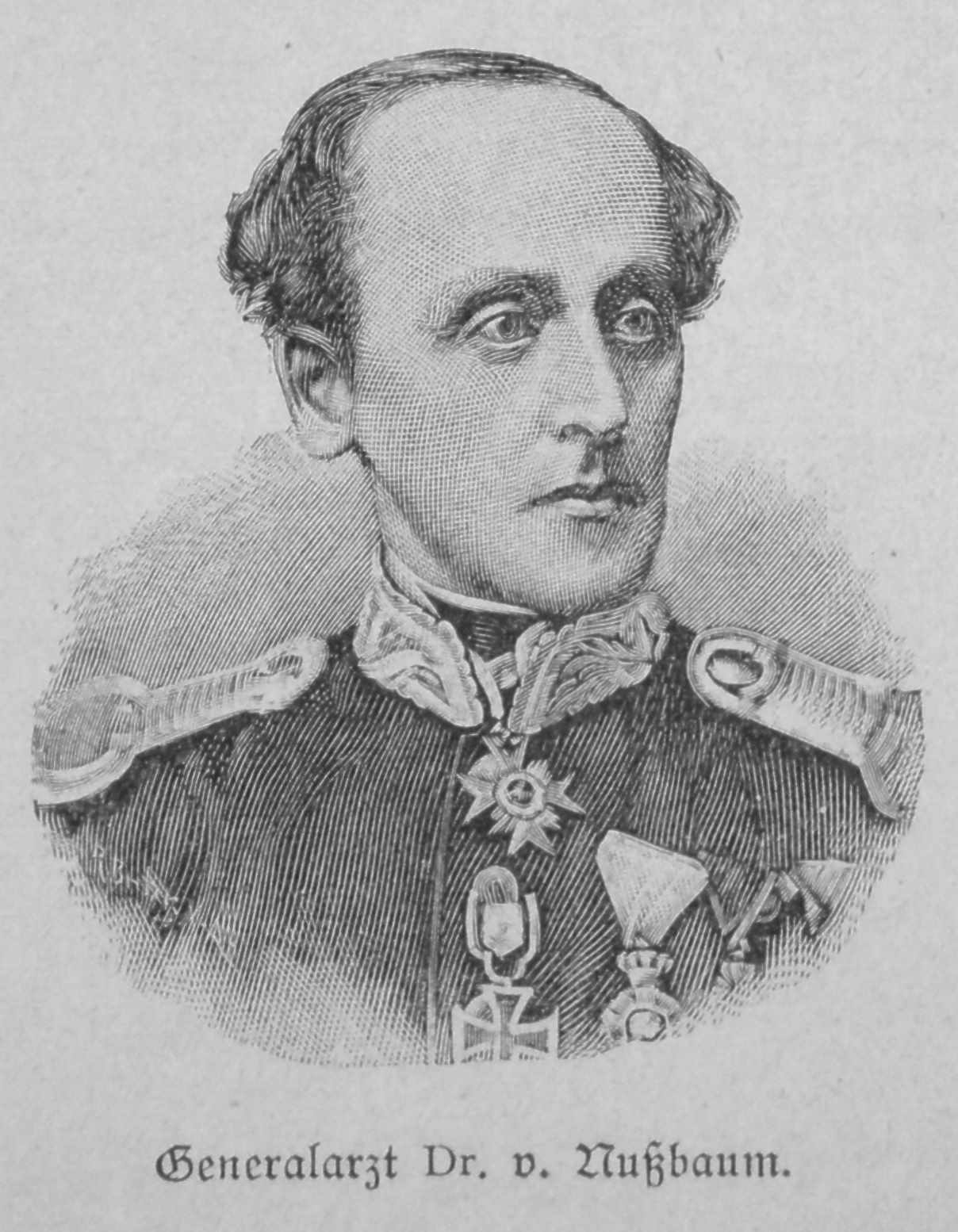
Johann Nepomuk von Nussbaum.

Johann Nepomuk Ritter von Nussbaum, född 2 september 1829 i München, död där 31 oktober 1890, var en tysk läkare.
Nussbaum studerade först vid Münchens universitet och sedan i Berlin och Paris. Han blev 1857 docent i kirurgi och ögonsjukdomar, öppnade ett eget sjukhus i München och avancerade 1860 till professor. År 1867 blev Nussbaum adlad av den bayerske kungen.
Under det fransk-tyska kriget 1870 till 1871 var han fältläkare i Ludwig von und zu der Tann-Rathsamhausens armé. Nussbaum räknas som en av de främsta kirurgerna under hans tid på grund av hans många lyckade operationer och flera uppfinningar i ämnet. Nussbaum är hedersmedborgare i München.

## Verk (urval)
- Pathologie und Therapie der Ankylosen (München 1862)
- Die Behandlung der Hornhauttrübung (München 1856)
- Leitfaden zur antiseptischen Wundbehandlung (5 upplaga, Stuttgart 1887)
- Eine kleine Hausapotheke (3 upplaga, Berlin 1882)
- Die erste Hilfe bei Verletzungen (2 upplaga, Augsburg 1886)
- Neuer Versuch zur Radikaloperation der Unterleibsbrüche (München 1886)
- Über Chloroformwirkung (Breslau 1885)